# Judgment Day (2001)
Judgment Day (2001) — третье в истории шоу Judgment Day, PPV-шоу производства World Wrestling Federation (WWF, ныне WWE). Шоу проходило 20 мая 2001 года в ARCO Arena в Сакраменто, Калифорния, США.

## Результаты
| Пре-шоу                          | Ворон победил Вэла Вениса | Одиночный матч                                           | 04:09      |
| Пре-шоу                          | Хардкор Холли и Крэш Холли победили Таку Мичиноку и Фунаки | Командный матч                                           | Неизвестно |
| 1                                | Уильям Ригал победил Рикиши | Одиночный матч                                           | 03:57      |
| 2                                | Курт Энгл победил Криса Бенуа | Матч «Два удержания из трёх» за олимпийские медали Энгла | 23:58      |
| 3                                | Райно (с) победил Теста и Биг Шоу | «Тройная угроза» за титул хардкорного чемпиона WWF       | 09:13      |
| 4                                | Чайна (с) победила Литу | Одиночный матч за титул чемпиона WWF среди женщин        | 06:30      |
| 5                                | Кейн победил Triple H (с) (со Стефани Макмэн-Хелмсли) | Матч с цепью за титул интерконтинентального чемпиона WWF | 12:27      |
| 6                                | Крис Джерико и Крис Бенуа победили АРА (Брэдшоу и Рона Симмонса), Дина Маленко и Перри Сатурна (с Терри), «Братьев Дадли» (Буббу Рея и Дивона) (со Спайком Дадли), «Икс-фактор» (Икс-пака и Джастина Кредибла) (с Альбертом), «Братьев Харди» (Джеффа Харди и Мэтта Харди) и Эджа и Кристиана | Командный матч на выбывание                              | 32:09      |
| 7                                | Стив Остин победил Гробовщика | Матч без дисквалификаций за титул чемпиона WWF           | 23:08      |
| (c) — чемпион на момент поединка | |                                                          |            |